# Torymus josefi
Torymus josefi är en stekelart som beskrevs av Boucek 1996. Torymus josefi ingår i släktet Torymus och familjen gallglanssteklar. Inga underarter finns listade i Catalogue of Life.